# 藤村機器
藤村機器株式会社（ふじむらきき、FUJIMURA CORPORATION）は、青森県弘前市に本社を置く管工機材、住宅設備品、空調設備機器、衛生設備機器、上下水道資材の専門商社である。青森県(弘前市、青森市、八戸市)をはじめ、秋田県（大館市、秋田市）、宮城県（仙台市）に事業所を開設しており、東北全土を視野に入れた事業を展開している。

## 沿革
- 1947年3月 - 三ツ星商会を設立
- 1957年1月 - 株式会社藤村ゴム商会を資本金50万円をもって設立。本社を弘前市に、出張所を八戸市に設置
- 1963年4月 - 仙台支店を設置
- 1964年7月 - 青森市に青森出張所を設置
- 1970年9月 - 商号を藤村機器株式会社に変更
- 1982年6月 - 資材センターを設置
- 1988年4月 - 仙台市に仙台営業所を設置
- 1991年6月 - 本店を現在地に移転
- 1992年7月 - 仙台営業所を仙台支店に昇格
- 1997年7月 - 秋田営業所を設置
- 1998年7月 - 融雪課を新設
- 2007年7月 - スポーツ事業部を新設
- 2008年1月 - 子会社として新日東鋼管を設立
- 2014年6月 - 太陽光発電による売電事業を開始
- 2016年7月 - スポーツ事業部を廃止、NPO法人へ引き継ぎ
- 2020年6月 - シンエー空調株式会社と資本提携し、グループ会社となる

## 事業内容
- 上下水道用資材・管工事に関連する機械工具類、冷暖房空調設備機器・給排水衛生設備機器・住宅設備機器の販売および施工
- 融雪工事
- 太陽光発電システムの販売
- スポーツ事業

## 事業所
- 弘前（本社）／青森県弘前市高田3-6-2
- 青森支店／青森県青森市第二問屋町3-8-10
- 八戸支店／青森県八戸市沼館1-18-30
- 大館支店／秋田県大館市清水5-1-62
- 仙台支店／宮城県仙台市宮城野区扇町4-2-16
- 秋田営業所／秋田県秋田市新屋鳥木町1-131
- SAPPA-DO／青森県弘前市高田4-3-4

## 関連会社
- 新日東鋼管株式会社
- シンエー空調株式会社